# Aljaksandr Linnik
Aljaksandr Mikalajewitsch Linnik (belarussisch Аляксандр Мікалаевіч Ліннік, international nach World-Athletics-Schreibweise englisch Aliaksandr Linnik; * 28. Januar 1991) ist ein belarussischer Kurzstreckenläufer.

## Karriere
Aljaksandr Linnik konnte bisher vier internationale sowie eine Vielzahl nationaler Erfolge feiern.
So errang Linnik 2009 bei den Junioreneuropameisterschaften im serbischen Novi Sad in 13,41 s die Bronzemedaille im Hürdenlauf über 110 Meter. Ein Jahr später sprintete Linnik in Moncton, Kanada, bei den Juniorenweltmeisterschaften über 200 Meter in 20,89 s zu Silber. 2011 und 2015 positionierte sich Linnik jeweils bei Team-Europameisterschaften auf dem dritten Rang: 2011 im schwedischen Stockholm in 20,90 s über die 200 m und 2015 im russischen Tscheboksary in 45,43 s über die 400 Meter.
Im Zeitraum von 2009 bis 2019 sicherte sich Linnik außerdem insgesamt siebzehnmal den Titel des Belarussischen Meisters über verschiedene Kurzstreckendistanzen.